# Laotische Patriotische Front

Fahne der NLHS, welche später die Fahne des Landes Laos wurde.

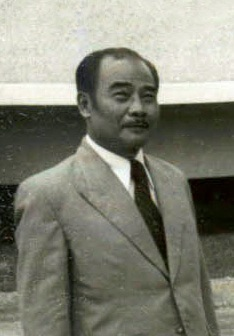
Prinz Souphanouvong Präsident der Laotischen Patriotische Front (1978).

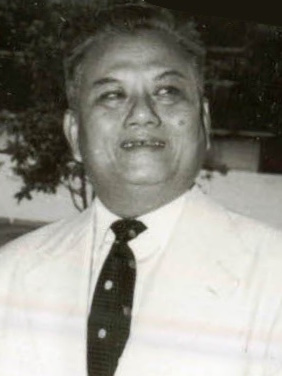
Kaysone Phomvihane war seit 1955 Generalsekretär der Laotischen Revolutionären Volkspartei, aber auch führendes Mitglied der NLHS.

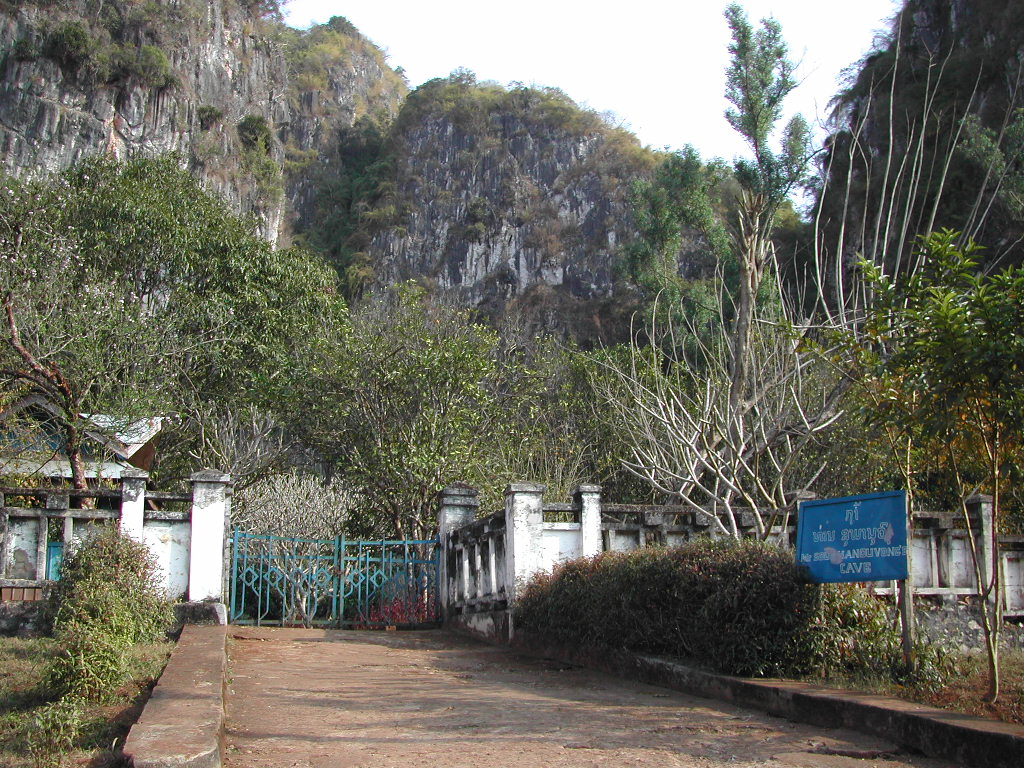
Eingang der Höhlen von Vieng Xai. Aufgrund der permanenten Bombenangriffe musste sich die NLHS in Höhlenkomplexe wie diese zurückziehen.

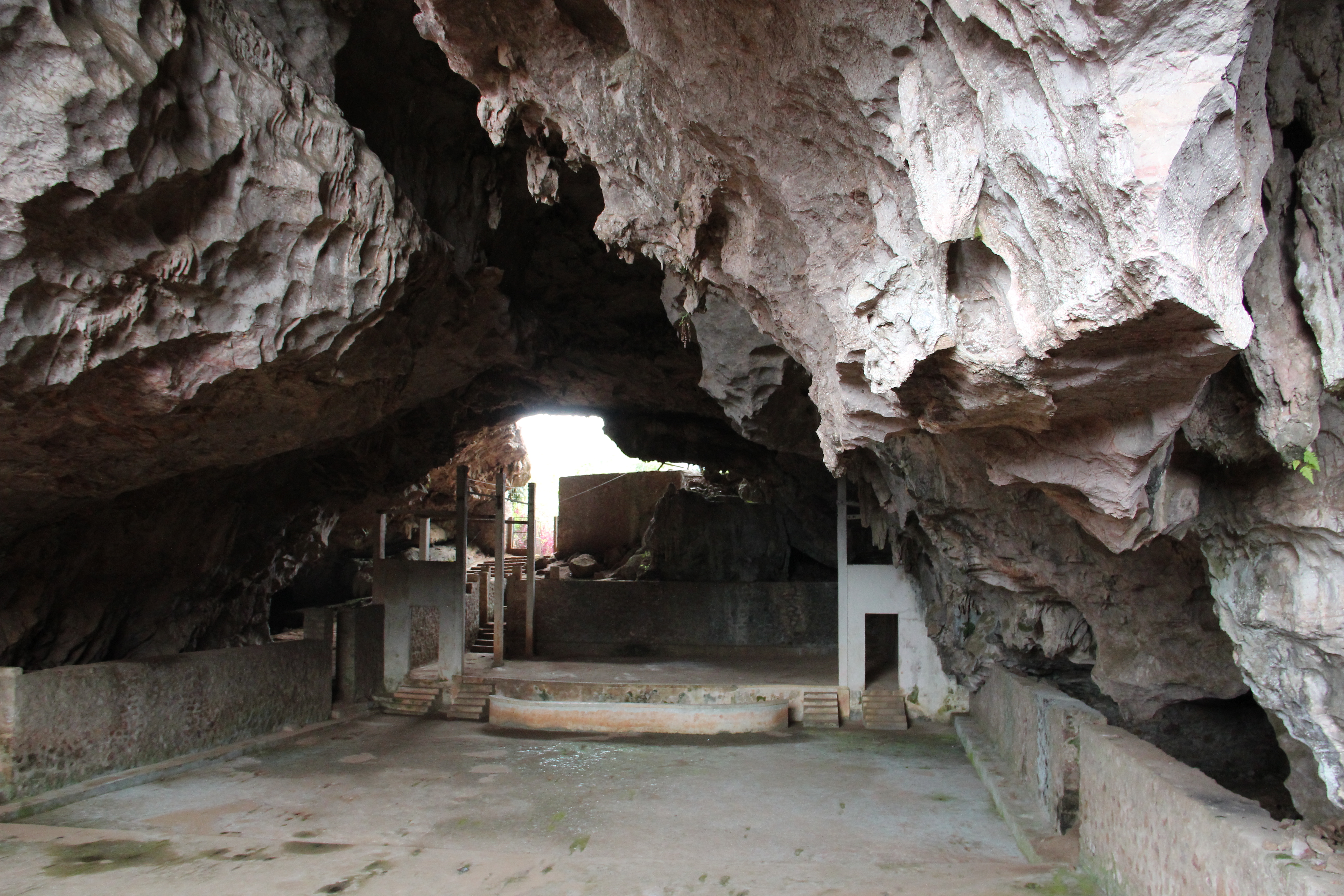
Höhle für Versammlungen. Wurde auch für Filmvorführungen, Theaterveranstaltungen und Heiraten genutzt.

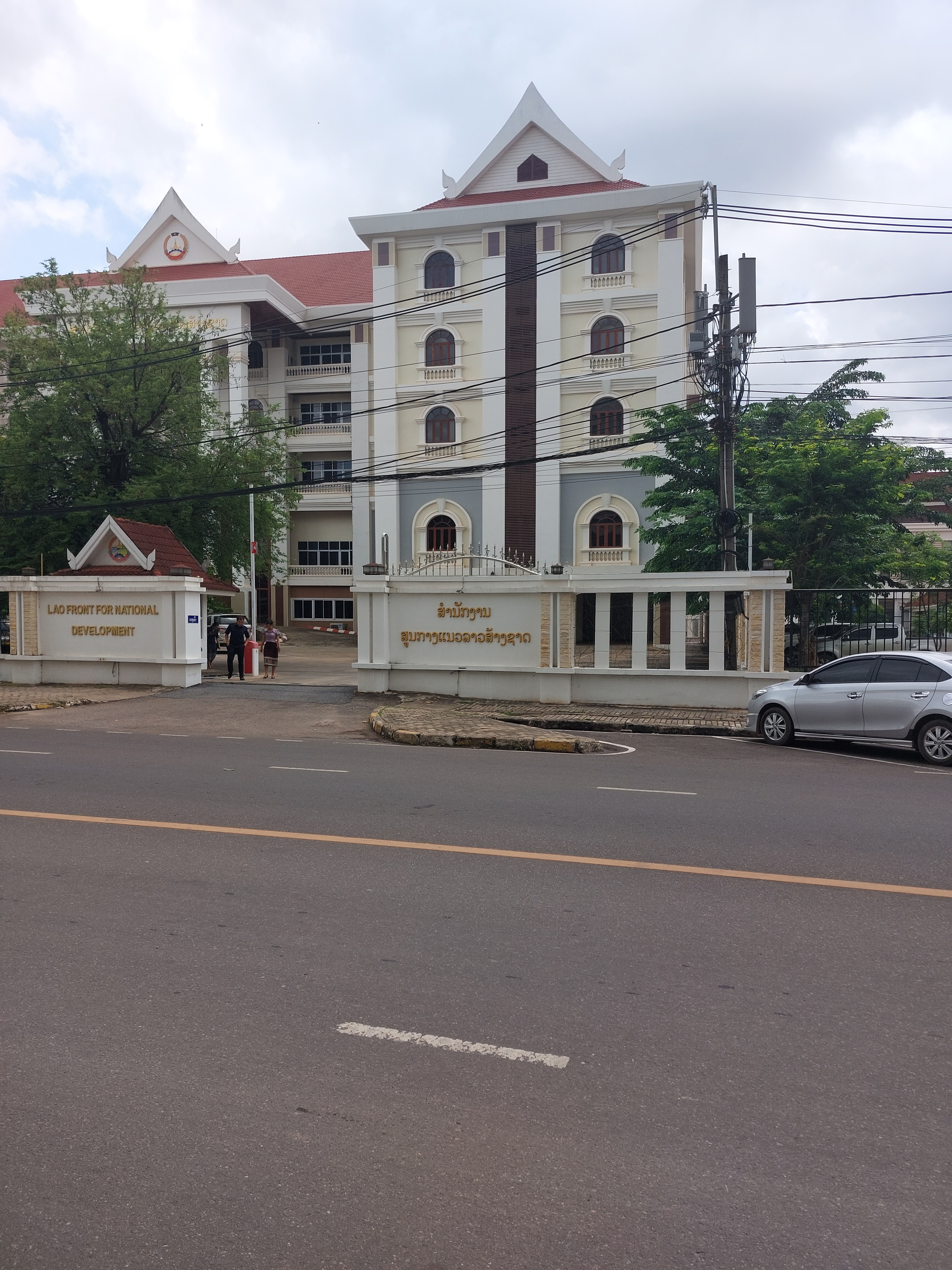
Hauptquartier der in ແນວລາວສ້າງຊາດ (Neo Lao Sang Xat ausgesprochen Näo Lao Sang Sat) umbenannte Front in Vientiane

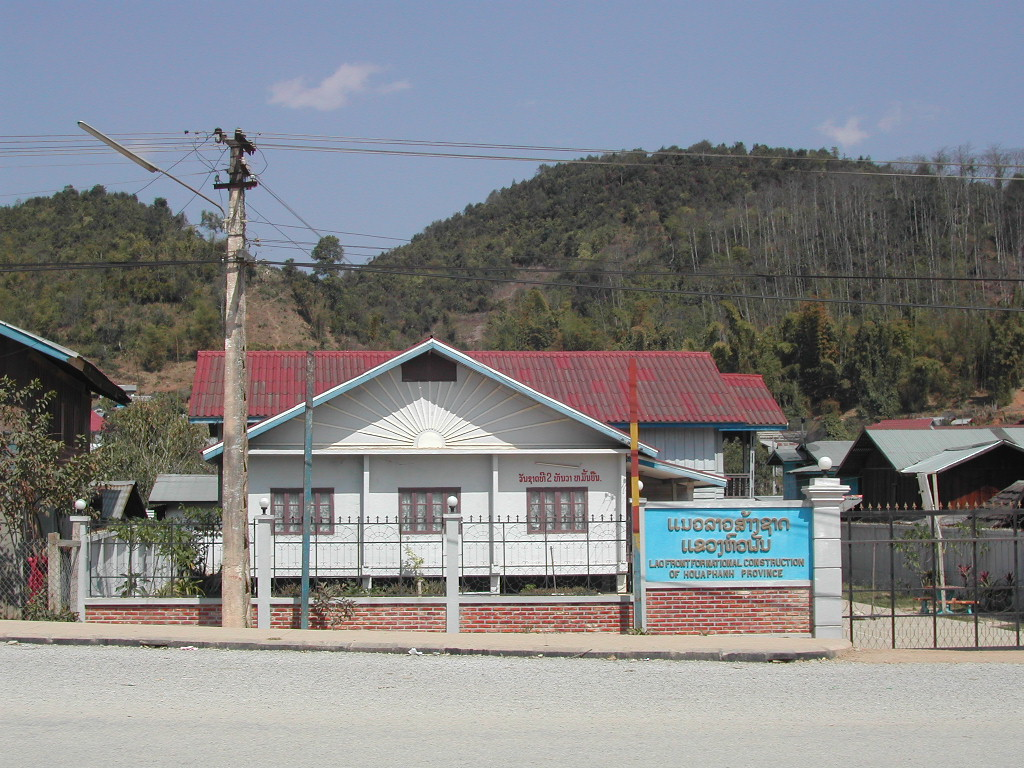
Büro der Laotische Front für nationalen Aufbau in Huaphan Provinz. Die NLHS wurde 1979 unbenannt.

Die Laotische Patriotische Front (Lao: ແນວລາວຮັກຊາດ, gesprochen Näo Lao Hak Sat, kurz NLHS) war eine politische Bewegung in Laos, die an diversen Koalitionskabinetten unter Souvanna Phouma beteiligt war. Die NLHS verfügte über einen militärischen Arm, die Lao Patriotic Forces, besser bekannt als Pathet Lao. Sie kontrollierte 1970 zwei Drittel der Fläche des Landes und die Hälfte der Bevölkerung. Joseph Zasloff von der Rand Kooperation bezeichnete sie als die wichtigste Massenorganisation der 1955 gegründeten Kommunistischen Partei.

## Geschichte
Der erste Widerstandskongress gegen die französische Kolonialmacht wurde 1949 von Prinz Souphanouvong mit Hilfe der Vietminh einberufen. Zuvor hatten sich viele Mitglieder der Lao Issara mit dem Versprechen Frankreichs zufriedengegeben, dass Laos in ein unabhängiges Land in einer französischen Union entlassen wird. Dies wurde am 19. Juli 1949 durch den französisch-laotischen Vertrag festgelegt. Der Kongress propagierte am 13. August 1949 eine neue Bewegung, die Neo Lao Issara (Laotisch ແນວລາວອິດສະຫຼະ, Englisch: Lao Freedom Front). Im Gegensatz zur Mehrheit der Kämpfer der Lao Issara lehnten die Kongressmitglieder es ab, den Kampf gegen Frankreich einzustellen. Die Bewegung, welche eng mit den Vietminh zusammenarbeitete, gründete ein erstes Hauptquartier in Tuyen Quang in Nordvietnam. Nachdem die Neo Lao Issara und die Vietminh 1953 Teile der laotischen Provinz Huaphan überrannt hatten, verlegten die Neo Lao Issara ihr Hauptquartier nach Sam Neua. In diesem Jahr wurde der Einfluss auf die an China grenzende Provinz Phongsali ausgedehnt.
Nach der französischen Niederlage in der Schlacht um Điện Biên Phủ beschloss eine neue französische Regierung, sich aus Südostasien zurückzuziehen. In der Indochinakonferenz vom 26. April 1954 bis zum 20. Juli 1954 in Genf wurden die ehemaligen Kolonien in die Unabhängigkeit entlassen. Der Vertrag besagte, dass die Neo Lao Issara die zwei Provinzen Huaphan und Phongsali als Rückzugsgebiete nutzen konnte, solange ihre Streitkräfte nicht in die Königlich Laotische Armee integriert worden war. Am 6. Januar 1956 änderten die Delegierten eines Kongresses den Namen der Bewegung von Neo Lao Issara in Neo Lao Haksat.
Die NLHS wurde 1957 von Prinz Souphanouvong offiziell gegründet und verstand sich anfangs nicht als Partei, sondern als Bewegung, welche den US-amerikanischen und thailändischen Einfluss nach der Unabhängigkeit des Landes von Frankreich 1955 zurückdrängen wollte. Die Bewegung richtete offizielle Büros in Vientiane ein und zwei Bataillone Pathet Lao Truppen wurden in der Hauptstadt stationiert. Je nach Geschichtsauffassung wird auch der 13. August 1949 oder das Jahr 1950 als Gründungsdatum angegeben. Um an den für 1958 geplanten Parlamentswahlen teilnehmen zu können, wurde die Bewegung massiv erweitert. Die Statuten und das Programm wurden überarbeitet und neu verfasst. Um eine breitere Wählerschicht anzusprechen, wurde der Schutz des Königshauses und der buddhistischen Religion neu in das Programm aufgenommen. Viel Wert wurde auf wirtschaftliche Entwicklung und Bildung gelegt. Um die Chancen eines Wahlsieges zu erhöhen, wurde die Bewegung offiziell 1957 in Vientiane neu gegründet. Laos sollte ein neutrales Land werden. Die engen Beziehungen zu Nordvietnam wurden nicht thematisiert. Im Mai 1958 hatte die Neo Lao Hak Sat damit einen großen Erfolg bei den Wahlen. Von 21 Sitzen gingen 9 an die Bewegung.
Im August 1958 kam eine neue rechtsgerichtete Regierung unter Phoui Sananikone an die Macht. Die zugesicherte Integration der zwei Pathet Lao Bataillone verzögerte sich weiter. Die neue Regierung versuchte diese zu entwaffnen, doch diese entkamen nach Sam Neua. Auf die legalen NLHS Repräsentanten in der Hauptstadt wurde massiver Druck von Polizei und Militär ausgeübt. Die Kader konnten sich nur noch im Geheimen treffen. Im Juni 1959 wurden die führenden Vertreter der NLHS verhaftet, einschließlich der gewählten Abgeordneten. Im Juli 1959 brachen Kämpfe zwischen der Pathet Lao, den verbündeten Nordvietnamesen und den Streitkräften der Regierung aus. Im Mai 1960 gelang es 16 der verhaftenden Kader, aus der Haftanstalt zu fliehen. Sie schlugen sich in die Befreite Zone durch und bildeten im Juli 1960 eine NLHS-Gegenregierung.
Premierminister und Innenminister wurde Prinz Souphanouvong, Außenminister Phoumi Vongvichit, Verteidigungsminister Kaysone Phomvihane, stellvertretender Verteidigungsminister Sithon Kommadan, Landwirtschaftsminister Nouhak Phoumsavanh, Informationsminister Sisana Sisane, Arbeitsminister Singkapo Chounramany und Kultusminister Souk Vongsak. Die NLHS nahm ihren bewaffneten Kampf gegen die Regierung Laos wieder auf.
Am 23. Juli 1962 wurde in Genf das International Agreement on the Neutrality of Laos unterzeichnet. Die Vereinbarung, welche unter Anderen von Laos, den USA, Thailand, China, Nord- und Südvietnam unterzeichnet wurde, legte die Neutralität von Laos fest. Auch wurde festgelegt, dass eine Koalitionsregierung unter der Führung von Souvanna Phouma zu bilden sei, welche auch die NLHS umfassen sollte. Prinz Souphanouvong wurde zum stellvertretenden Premierminister ernannt und Phoumi Vongvichit wurde ebenfalls in das Kabinett berufen. Aber die NLHS gab die Kontrolle über ihre Gebiete nicht an die neue Regierung ab. 1963 verließ die NLHS die gemeinsame Regierung wieder. Es wurden persönliche Sicherheitsbedenken angeführt und die Kader zogen sich wieder aus Vientiane nach Sam Neua zurück. Der bewaffnete Kampf wurde wieder aufgenommen.
Von 1963 bis 1973 tobte der zweite Laotische Bürgerkrieg. Besonders in der Ebene der Steinkrüge in der Provinz Xieng Khouang westlich von Sam Neua wurde heftig gekämpft. Die Kader der NLHS mussten sich in Karsthöhlen zurückziehen, da ihre Gebiete ständig von amerikanischen und laotischen Bombenangriffen heimgesucht wurden. Die Ebene wurde mehrmals im Jahr von verschiedenen Kriegsteilnehmern besetzt. Normalerweise griffen die Pathet Laos in der Trockenzeit an, da die NLHS auf befahrbare Straßen angewiesen war. In der Regenzeit dominierten die vom CIA finanzierten, ausgebildeten und ausgerüsteten Hmong Milizen das Geschehen, welche von den Amerikanern mit Hubschraubern unterstützt wurden. Generell kontrollierten die NLHS die Täler, während die Hmong Milizen die Berge und Bergkuppen kontrollierten. Im Laufe der Jahre konnte die NLHS ihr Herrschaftsgebiet stetig ausbauen. Dabei wurde sie von Nordvietnam unterstützt. Bis zu drei reguläre Divisionen und neun unabhängige Regimenter kämpften auf Seite der Pathet Lao und NLHS.
1964 und 1968 wurden von der NLHS zwei bedeutende Kongresse organisiert, welche in der von ihnen befreiten Zone stattfanden. Beim zweiten Kongress 1964 wurde der bewaffnete Kampf gegen den "US-Imperialismus und deren Handlanger" festgelegt. Einen Alleinanspruch an die Macht erhob die Bewegung damals noch nicht. In einem Abschlussdokument mit 10 Punkten wurde die Einhaltung der Vereinbarung von Genf eingefordert. Eine Koalitionsregierung der Rechten Royalisten, den Neutralen und der NLHS müsste gebildet werden, wie in der Vereinbarung von Genf gefordert. Laos müsse neutral sein und Hilfe von allen Ländern annehmen können. Das Zentralkomitee wurde um weitere 20 Personen erweitert auf 60 Personen. Die spiegelten die Geländegewinne der vergangenen Monate wider. Auch Repräsentanten der Minderheiten wie der Hmong bekamen Sitze im Zentralkomitee.
Beim Dritten Kongress waren die Delegierten optimistisch. Gerade waren Teile der Neutralistischen Truppen um General Kong Le zu den Pathet Lao übergelaufen. Trotz massiver Bombardierungen durch die US-Luftwaffe konnten Geländegewinne erzielt werden. In einem Abschlussdokument mit 12 Punkten wurden die Forderungen vom zweiten Kongress bestätigt. Es wurde ein sofortiges Ende der amerikanischen Bombenkampagne gefordert. Aufgrund der Geländegewinne wurde ein größerer Anteil in einer möglichen Koalitionsregierung gefordert.
Am 6. März 1970 unterbreitete die NLHS der Regierung ein Friedensangebot mit 5 Punkten. Dabei wurden die alten Forderungen wiederholt. Die amerikanische Unterstützung an die königliche Regierung musste eingestellt werden. Die NLHS bekannte sich zur Königsfamilie und der buddhistischen Religion. Die NLHS setzte sich weiterhin für freie Parlamentswahlen im gesamten Land ein und für eine Koalitionsregierung der drei politischen Blöcke.
Nachdem Frieden von Paris 1973 änderte sich die Situation für die NLHS grundlegend. Die Amerikaner beendeten ihr Engagement in Indochina weitgehend. Im September 1973 beteiligte sich die NLHS an einer Koalitionsregierung in Vientiane. Nach der Frühjahrsoffensive in Vietnam 1975 und dem Fall von Saigon und der Machtübernahme der Roten Khmer in Kambodscha flüchteten viele laotische Royalisten nach Thailand. Die Neutralisten waren seit langem geschwächt und handlungsunfähig. Im Dezember 1975 übernahm die NLHS die Macht im Land. Jetzt trat die kommunistische Partei an die Öffentlichkeit. Am 2. Dezember 1975 schaffte ein Nationaler Kongress der Volksvertreter die Monarchie ab und proklamierte die Laotische Volksdemokratische Republik. Die Macht übernahm Kaysone Phomvihane, der langjährige Generalsekretär der Partei, welcher bis dahin einer breiten Öffentlichkeit unbekannt war.
Nach 1975 löste sich die NLHS in die Laotischen Revolutionäre Volkspartei auf. Sie wurde 1979 in (Laotisch ແນວລາວສ້າງຊາດ ausgesprochen Näo Lao Sang Sat) umbenannt, Englisch Lao Front for National Development, Deutsch Laotische Front für nationalen Aufbau.

## Organisation
In einem Trainingsdokument der kommunistischen Partei wurde der Unterschied der Partei und der NLHS wie folgt erklärt: „Die PPL (Peoples Party of Laos) ist die führende Kraft der Revolution. Die PPL wurde systematisch organisiert und hat eine starke Basis mit guter Disziplin. Die Mitglieder sind gute Patrioten und aktiver als Andere. Sie zeigen den Willen zum Kampf und sind loyal zur Nation und den Menschen. Unsere Partei, welche sich am Marxismus, Leninismus orientiert ist die führende Organisation. Sie hat die richtigen Taktiken und Strategien um für die Armen zu kämpfen, welche unterdrückt werden. Durch diese Anstrengungen wird unser Land unabhängig und vereint. Die Neo Lao Hak Sat dagegen ist keine Partei. Sie ist eine Organisation die einen gemeinsamen Kampf übergreifend über alle Klassen, Ethnien, Geschlechter und allen Religionen gegen die Imperialisten und ihre Handlanger propagieren soll. Die Front arbeitet für die Einheit der gesamten Nation und versucht dem Volk unsere Ideen näher zu bringen. Unsere Partei spielt eine wichtige Rolle in der Neo Lao Hak Sat. Da unsere Partei geheim ist, verbergen wir uns hinter der Fassade der Neo Lao Hak Sat.“
Die NLHS betrieb einen eigenen Radiosender Radio Pathet Lao, welcher auch in Vientiane und den Gebieten entlang des Mekong empfangbar war, eine eigene Zeitung Lao Hak Sat mit einer Auflage von 15.000 1969 und eine eigene Nachrichtenagentur Khaosan Pathet Lao. Die NLHS verfügte über repräsentative Büros in Vientiane und Hanoi. Ihre Zentrale befand sich aber in der Provinz Huaphan.
Die von der NLHS kontrollierten Gebiete waren in Provinzen und Distrikte gegliedert und wurden von einem Provinzleiter (laotisch: ເຈົ້າແຂວງ, Djau Kwäng) bzw. Distriktleiter (laotisch: ເຈົ້າເມືອງ Djau Müang) geführt. Der Djau Kwäng verfügte über einen Stellvertreter und ein Komitee bestehend aus 7 bis 9 Personen. Die Komiteemitglieder waren für verschiedene Aufgaben zuständig, wie Militär, Polizei, Wirtschaft oder Kultur. Die eigentliche Macht aber hatte der Provinzchef der Bewegung, welcher über ein eigenes Büro mit Personal verfügte (laotisch: ແນວແຂວງ Näo Kwäng). Im Prinzip bestand also eine Doppelstruktur. Die Näo Kwäng überwachten und gaben den Chau Kwäng Anweisungen. Auf Distriktebene gab es auch Repräsentanten der NLHS, welche laotisch: ແນວາເມືອງ Näo Müang genannt wurden. Die Kommunikation zwischen den Hauptquartieren erfolgte über Funk. Der Djau Kwäng kommunizierte mit seinen Untergebenen über persönliche Sitzungen, welche meistens ein Mal pro Monat stattfanden. Auf unterster Ebene gab es das Dorf (laotisch: ບ້ານ Ban), welches über einen Dorfvorsteher verfügte (laotisch: ນາຍບ້ານ Nai Ban). Auch hier gab es Parallelstrukturen der NLHS, welche laotisch ແນວບ້ານ Näo Ban genannt wurden. Normalerweise werden beide Positionen von zwei getrennten Personen wahrgenommen, manchmal aber besetzte eine Person beide Positionen. Der Nai Ban war primär für das Tagesgeschäft zuständig, der Näo Ban für die örtlichen Ableger der Massenorganisationen und die politische Propaganda. Neben den beiden Positionen gab es in einem Dorf eine dritte wichtige Position, den Militärchef, welchem die örtliche Miliz unterstand.